# Belval (Ardennes)
Belval település Franciaországban, Ardennes megyében. Lakosainak száma 226 fő (2022. január 1.). Belval Damouzy, Haudrecy, Sury, This, Tournes és Warcq községekkel határos.

## Népesség
A település népességének változása:
| Lakosok száma | 120  | 140  | 156  | 219  | 230  | 222  | 222  | 222  | 221  | 226  |
|               | 1968 | 1982 | 1990 | 2006 | 2013 | 2015 | 2017 | 2019 | 2020 | 2022 |